# Lago Sinclair
Il Lago Sinclair è un bacino artificiale situato in Georgia, Stati Uniti.

## Geografia
Il bacino ha una superficie di 62 km² (15.330 acri) con 670 km (417 miglia) di coste. La città più grande vicino alle rive del lago è Milledgeville nella contea di Baldwin.

## Storia
Il bacino è stato creato nel 1954 dalla società Georgia Power raccogliendo le acque del fiume Oconee grazie alla costruzione della diga Sinclair collegata ad una centrale idroelettrica. La diga misura 32 m in altezza e 910 m in lunghezza.
La diga e il lago artificiale prendono il nome da Benjamin W. Sinclair, dirigente della società che ne commissionò la costruzione.
Negli anni 70 la medesima società ha creato con modalità simili un altro bacino artificiale lungo il corso del fiume Oconee poco più a nord del Lago Sinclair, questo nuovo bacino prende il nome di Lago Oconee.